# Hindoloides appendiculata
Hindoloides appendiculata är en insektsart som först beskrevs av Hermann Hacker 1926.  Hindoloides appendiculata ingår i släktet Hindoloides och familjen Machaerotidae. Inga underarter finns listade i Catalogue of Life.